# Oijärvi
Der Oijärvi ist ein See in der Gemeinde Ii in der finnischen Landschaft Nordösterbotten.
Der See hat eine Fläche von 21,05 km² und liegt auf einer Höhe von 89,8 m.
Der See ist relativ flach. Seine maximale Tiefe liegt bei 2,42 m, die durchschnittliche Tiefe bei 1,11 m.
Der Oijärvi wird vom Kuivajoki entwässert.